# Kispiox Mountain
Kispiox Mountain är ett berg i Kanada.   Det ligger i provinsen British Columbia, i den centrala delen av landet, 3 800 km väster om huvudstaden Ottawa. Toppen på Kispiox Mountain är 2 096 meter över havet.
Terrängen runt Kispiox Mountain är bergig österut, men västerut är den kuperad. Kispiox Mountain är den högsta punkten i trakten. Trakten runt Kispiox Mountain är nära nog obefolkad, med mindre än två invånare per kvadratkilometer.. Det finns inga samhällen i närheten.
I omgivningarna runt Kispiox Mountain växer i huvudsak barrskog.